# Bill Bowrey
William "Bill" Bowrey, né le 25 décembre 1943 à Sydney, est un joueur de tennis australien.
Il a remporté les Championnats d'Australie en 1968 en simple. Il y avait déjà disputé la finale du double mixte en 1966 et celle du double messieurs en 1967.

## Palmarès (partiel)

### Titre en simple messieurs
| No | Date       | Nom et lieu du tournoi              | Catégorie | Surface      | Finaliste    | Score              |          |
| -- | ---------- | ----------------------------------- | --------- | ------------ | ------------ | ------------------ | -------- |
| 1  | 19-01-1968 | Australian Championships, Melbourne | G. Chelem | Gazon (ext.) | Juan Gisbert | 7-5, 2-6, 9-7, 6-4 | Parcours |

### Titres en double messieurs
| No | Date       | Nom et lieu du tournoi                   | Catégorie  | Dotation | Surface      | Partenaire    | Finalistes                    | Score                   |  |
| -- | ---------- | ---------------------------------------- | ---------- | -------- | ------------ | ------------- | ----------------------------- | ----------------------- |  |
| 1  | 1965       | Alpenländer-Pokal Kitzbühel              |            | NC $     | Terre (ext.) | Owen Davidson | NC                            | NC                      |  |
| 2  | 03-08-1970 | Tournoi de tennis des Pays-Bas Hilversum |            | NC $     | Dur (ext.)   | Owen Davidson | John Alexander Phil Dent      | 6-3, 6-4, 6-2           |  |
| 3  | 10-08-1970 | Rothmans Canadian Open Toronto           |            | 15 000 $ | Terre (ext.) | Marty Riessen | Cliff Drysdale Fred Stolle    | 6-3, 6-2                |  |
| 4  | 23-08-1970 | Tournoi de tennis de Merion Merion (en)  |            | NC $     | Gazon (ext.) | Ray Ruffels   | Jim McManus Jim Osborne       | 3-6, 6-2, 7-5           |  |
| 5  | 24-05-1971 | Rothmans British Hard Court Bournemouth  | Grand Prix | NC $     | Terre (ext.) | Owen Davidson | Patricio Cornejo Jaime Fillol | 8-6, 6-2, 3-6, 4-6, 6-3 |  |

### Finales en double messieurs
| No | Date       | Nom et lieu du tournoi                              | Catégorie           | Dotation | Surface         | Vainqueurs                 | Partenaire    | Score                    |          |
| -- | ---------- | --------------------------------------------------- | ------------------- | -------- | --------------- | -------------------------- | ------------- | ------------------------ | -------- |
| 1  | 27-06-1966 | The Championships Wimbledon                         | G. Chelem           | NC $     | Gazon (ext.)    | Ken Fletcher John Newcombe | Owen Davidson | 6-3, 6-4, 3-6, 6-3       | Parcours |
| 2  | 1967       | Internationaux d'Italie Rome                        |                     | NC $     | Terre (ext.)    | Bob Hewitt Frew McMillan   | Owen Davidson | 6-3, 2-6, 6-3, 9-7       |          |
| 3  | 20-01-1967 | Australian Championships Adélaïde                   | G. Chelem           | NC $     | Gazon (ext.)    | John Newcombe Tony Roche   | Owen Davidson | 3-6, 6-3, 7-5, 6-8, 8-6  | Parcours |
| 4  | 31-08-1967 | US National Championships Forest Hills              | G. Chelem           | NC $     | Gazon (ext.)    | John Newcombe Tony Roche   | Owen Davidson | 6-8, 9-7, 6-3, 6-3       | Parcours |
| 5  | 06-01-1969 | Victorian Open Melbourne                            | Grand Prix          | NC $     | Gazon (ext.)    | Dick Crealy Allan Stone    | Ray Ruffels   | 9-7, 6-4, 6-4            |          |
| 6  | 27-04-1970 | British Hard Court Bournemouth                      |                     | NC $     | Terre (ext.)    | Tom Okker Tony Roche       | Owen Davidson | 2-6, 6-4, 6-4, 6-4       |          |
| 7  | 18-05-1970 | Italian Open Rome                                   | Championship Series | 14 900 $ | Terre (ext.)    | Ilie Năstase Ion Țiriac    | Owen Davidson | 0-6, 10-8, 6-3, 6-8, 6-1 |          |
| 8  | 01-11-1971 | Embassy British Covered Court Championships Wembley | Grand Prix          | 50 000 $ | Moquette (int.) | Bob Hewitt Frew McMillan   | Owen Davidson | 7-5, 9-7, 6-2            |          |

### Titre en double mixte
| No | Date       | Nom et lieu du tournoi     | Catégorie | Surface      | Partenaire    | Finalistes                   | Score    |          |
| -- | ---------- | -------------------------- | --------- | ------------ | ------------- | ---------------------------- | -------- | -------- |
| 1  | 02-05-1967 | Italian Championships Rome |           | Terre (ext.) | Lesley Turner | Françoise Dürr Frew McMillan | 6-2, 7-5 | Parcours |

### Finales en double mixte
| No | Date       | Nom et lieu du tournoi                      | Catégorie | Dotation | Surface      | Vainqueurs                        | Partenaire    | Score    |          |
| -- | ---------- | ------------------------------------------- | --------- | -------- | ------------ | --------------------------------- | ------------- | -------- | -------- |
| 1  | 21-01-1966 | Australian Championships Sydney             | G. Chelem | NC $     | Gazon (ext.) | Judy Tegart Tony Roche            | Robyn Ebbern  | 6-1, 6-3 | Parcours |
| 2  | 03-03-1971 | Benson & Hedges Centennial NZ Open Auckland |           | 16 000 $ | Gazon (ext.) | Margaret Smith Court Colin Dibley | Lesley Turner | 6-2, 6-1 | Parcours |

## Parcours dans les tournois duGrand Chelem

### En simple
| Année | Open d'Australie | Open d'Australie | Internationaux de France | Internationaux de France | Wimbledon       | Wimbledon      | US Open        | US Open     |
| ----- | ---------------- | ---------------- | ------------------------ | ------------------------ | --------------- | -------------- | -------------- | ----------- |
| 1962  | 2e tour (1/16)   | R. Taylor        | —                        | —                        | 2e tour (1/32)  | F. Froehling   | —              | —           |
| 1963  | 2e tour (1/16)   | O. Davidson      | —                        | —                        | —               | —              | —              | —           |
| 1964  | 1/8 de finale    | K. Fletcher      | 2e tour (1/32)           | N. Pilić                 | 1er tour (1/64) | N. Pietrangeli | 1/8 de finale  | F. Stolle   |
| 1965  | 1/4 de finale    | J. Newcombe      | 3e tour (1/16)           | A. Arilla                | 1er tour (1/64) | T. Koch        | —              | —           |
| 1966  | 1/4 de finale    | R. Emerson       | 1er tour (1/64)          | F. McMillan              | 1/8 de finale   | B. Hewitt      | 1/4 de finale  | M. Santana  |
| 1967  | 1/4 de finale    | R. Emerson       | 2e tour (1/32)           | A. Ivanov                | 3e tour (1/16)  | R. Wilson      | 1/8 de finale  | R. Barnes   |
| 1968  | Victoire         | J. Gisbert       | —                        | —                        | 2e tour (1/32)  | A. Gimeno      | —              | —           |
| 1969  | 1/4 de finale    | R. Ruffels       | 2e tour (1/32)           | J. Newcombe              | 3e tour (1/16)  | S. Smith       | 3e tour (1/16) | R. Emerson  |
| 1970  | 1/8 de finale    | A. Ashe          | —                        | —                        | 2e tour (1/32)  | T. Addison     | 3e tour (1/16) | C. Graebner |
| 1971  | 1er tour (1/32)  | M. Anderson      | 3e tour (1/16)           | I. Gulyás                | 1er tour (1/64) | J. Alexander   | 3e tour (1/16) | N. Pilić    |
| 1972  | —                | —                | —                        | —                        | —               | —              | —              | —           |
| 1973  | 1er tour (1/32)  | C. Kachel        | —                        | —                        | —               | —              | —              | —           |
| 1974  | —                | —                | —                        | —                        | —               | —              | —              | —           |
| 1975  | 2e tour (1/16)   | J. Andrews       | —                        | —                        | —               | —              | —              | —           |

N.B. : à droite du résultat se trouve le nom de l'ultime adversaire.

### En double
Parcours en double à partir de 1968.
| Année | Open d'Australie          | Open d'Australie            | Internationaux de France | Internationaux de France | Wimbledon                  | Wimbledon                | US Open                   | US Open                | Open d'Australie | Open d'Australie |
| ----- | ------------------------- | --------------------------- | ------------------------ | ------------------------ | -------------------------- | ------------------------ | ------------------------- | ---------------------- | ---------------- | ---------------- |
| 1968  | 1/2 finale R. Ruffels     | D. Crealy A. Stone          | —                        | —                        | 1er tour (1/32) R. Ruffels | C. Drysdale R. Taylor    | —                         | —                      | n.o.             | n.o.             |
| 1969  | 1/4 de finale R. Ruffels  | R. Moore M. Riessen         | 1/4 de finale R. Ruffels | R. Emerson R. Laver      | 1/8 de finale R. Ruffels   | T. Okker M. Riessen      | 1/8 de finale O. Davidson | K. Rosewall F. Stolle  | n.o.             | n.o.             |
| 1970  | 1/8 de finale R. Ruffels  | J. Cooper B. Phillips-Moore | —                        | —                        | 1/8 de finale O. Davidson  | T. Addison R. Carmichael | 1/4 de finale O. Davidson | K. Rosewall F. Stolle  | n.o.             | n.o.             |
| 1971  | 1/4 de finale O. Davidson | T. Okker M. Riessen         | 1/4 de finale R. Maud    | T. Gorman S. Smith       | 1/4 de finale O. Davidson  | R. Emerson R. Laver      | 1/4 de finale L. Davidson | S. Smith E. van Dillen | n.o.             | n.o.             |
| 1972  | —                         | —                           | —                        | —                        | —                          | —                        | —                         | —                      | n.o.             | n.o.             |
| 1973  | 1/4 de finale D. Crealy   | M. Anderson J. Newcombe     | —                        | —                        | —                          | —                        | —                         | —                      | n.o.             | n.o.             |
| 1974  | —                         | —                           | —                        | —                        | —                          | —                        | —                         | —                      | n.o.             | n.o.             |
| 1975  | —                         | —                           | —                        | —                        | —                          | —                        | —                         | —                      | n.o.             | n.o.             |
| 1976  | —                         | —                           | —                        | —                        | —                          | —                        | —                         | —                      | n.o.             | n.o.             |
| 1977  | —                         | —                           | —                        | —                        | 1er tour (1/32) N. Fraser  | R. Drysdale R. Lewis     | —                         | —                      | —                | —                |

N.B. : le nom du ou de la partenaire se trouve sous le résultat ; le nom des ultimes adversaires se trouve à droite.